# Augustowo (powiat leszczyński)
Augustowo – wieś w Polsce położona w województwie wielkopolskim, w powiecie leszczyńskim, w gminie Rydzyna.
W latach 1975–1998 miejscowość należała administracyjnie do województwa leszczyńskiego.
Według Narodowego Spisu Powszechnego Ludności i Mieszkań z 2011 roku liczba ludności we wsi Augustowo to 79, z czego 45,6% mieszkańców stanowią kobiety, a 54,4% ludności to mężczyźni. W 2002 roku we wsi Augustowo było 12 gospodarstw domowych. Wśród nich dominowały gospodarstwa zamieszkałe przez pięć lub więcej osób - takich gospodarstw było 6..
Dawniej przejściowo posiadało prawa miejskie pod nazwą Augustów (1784–1791). W 1794 włączone do Rydzyny. Wyłączone z niej ponownie dopiero w 1954 roku.